# أل بوعيادي (بهمنشير الشمالي)
أل بوعيادي (بالفارسية: البوعبادی) هي قرية تقع في إيران في قسم بهمنشير الشمالي الريفي. يقدر عدد سكانها بـ 830 نسمة .